# Bermejo (departamento do Chaco)
Bermejo é um departamento da Argentina, localizado na província do Chaco.